# Corey Taylor
Corey Todd Taylor (Des Moines, Iowa, 8 de desembre de 1973) és un cantant estatunidenc, membre principal del grup de metal Slipknot així com de Stone Sour. És anomenat «The Sickness» o «Neck».
És l'un dels dos líders de Slipknot amb Shawn Crahan; cada membre ha escollit un número per identificar-se, ell porta el número 8.
Corey s'implica molt en l'escriptura de les cançons, fent servir la seva infantesa difícil com a font d'inspiració: va patir dues sobredosis de cocaïna, no va conèixer el seu pare, li agradava anar a visitar velles cases abandonades amb els seus amics, etc. La seva àvia, amb qui va viure a casa seva tres anys, li va transmetre el gust per la música i per l'escriptura de cançons fent-li escoltar Elvis Presley.
A 18 anys, torna a Des Moines i decideix fundar el grup Stone Sour. A continuació, per guanyar-se la vida, treballa en un sex-shop anomenat Adult Emporium, on Shawn i Joey van per demanar-li formar part de Slipknot.
Amb el temps, Corey millora la seva veu: al començament, tenia necessitat d'agafar aire en mig d'una cançó durant els concerts. Gràcies als seus progressos, i a la professora de veu Melissa Cross, Corey Taylor és ara capaç de fer crits, tenir una veu melodiosa i aguantar tot un concert.
Corey Taylor és reconegut com un líder de banda enèrgic i dur, que comunica molt amb el públic.

## Mascares i tatuatge
Corey va escollir primer una màscara de maniquí (Dispositiu antropomorf d'assaig) utilitzat per als crash tests d'automoció, però la màscara era realment poc confortable i deixava anar una olor repugnant, la qual cosa la va obligar a reemplaçar-lo pel famós mascarot de rastes que fa pensar en Leatherface, l'assassí de la sèrie de films The Texas Chainsaw Massacre (diverses màscares de Slipknot estan inspirades en els d'assassins de films slasher). És una màscara de cuir que representa un rostre deformat.
Les seves rastes eren originalment els propis cabells de Corey, la màscara té forats perquè pugui cantar. Més endavant els va tallar per enganxar-les a la màscara, i només n'ha guardat finalment una. Finalment, quan se li demana per què el grup s'amaga darrere màscares (idea que a Corey li agrada particularment), respon: «No és que s'amagui darrere d'aquestes màscares, al contrari. Revela moltes més coses que no pots imaginar. A més això fa de mal portar, la qual cosa em dona encara més força» 
Per a Vol. 3: (The Subliminal Verses), adopta una màscara que representa un rostre cremat i deformat (la boca torçada en un rictus mig trist, mig jovial), d'un color verdós amb puntes de groc i de negre, arborant costures en alguns llocs. Per al quart àlbum de Slipknot aparegut l'any 2008, adopta una màscara sòbria blanca, sense expressió: uns forats rodons com a ulls, un teixit negre que impedeix veure els ulls de Corey a través; un forat en forma de rectangle rom com a boca. Destacar igualment que l'ull esquerre de la màscara és lleugerament més petit, però és envoltat d'un cercle negre lleugerament més gran que l'ull dret. Aquesta màscara fa pensar en la màscara de Michael Myers, assassí de la sèrie de films slasher Halloween (blanc, representant un rostre inexpressiu).
Corey Taylor s'havia fet tatuar el coll, abans de retrobar el seu pare, la seva sogra i els seus germanastres i germanes, dos ideogrames xinesos que signifiquen « papà»(父) i «mort» (死). També es va tatuar al clatell un 8, amb relació al seu número en el grup i a la seva data de naixement. 死El vuit és igualment la seva xifra fetitxe. Corey Taylor igualment es va tatuar el retrat de Paul Gray amb la xifra dos: aquesta era la xifra d'escena de Gray. Taylor va fer-se aquest tatuatge per tenir un record de Paul Gray que va morir el 24 de maig de 2010. Va fer-se aquest tatuatge en relació amb Paul Gray a l'episodi 2 temporada 1 de Ny Ink l'any 2011.
Per al nou àlbum de Slipknot tret l'any 2014, .5: The Gray Chapter, Corey canvia de màscara. Aquesta màscara representa un rostre arrugat i frunzint les celles, arborant dues cicatrius a la boca separant les mandíbules inferior i superior. Aquesta màscara de fet no és més que una segona capa que Corey pot retirar (com per exemple al vídeo oficial de la cançó The Devil In I) per tal de deixar-ne aparèixer una versió blavosa recorreguda per venes més enfosquides. Al fil del temps, el mascarot evoluciona de manera a reduir la porció del rostre emmascarada (el mascarot de base actiu fins a la cimera del crani, no arriba a més endavant que el front de Corey) Canvia a continuació de color, passant d'un beix que recorda la pell humana gris. La "submàscara" és més ganyota i pren un color beix i una textura recordant músculs als racons de la boca.

## Rumors de mort
A finals del 2004, rumors estesos via internet van afirmar que Corey Taylor havia mort d'una sobredosi o d'un accident de cotxe. Moltes persones es van prendre seriosament aquest rumor; alguns fans i fins i tot membres de la seva família van trucar Taylor o el seu mànager per preguntar si estava bé. Finalment, per a clarificar la situació, Corey Taylor va haver de declarar oficialment que no estava mort.

## Vida afectiva
Pel costat de la seva vida afectiva, Corey es va casar l'11 de març de 2004 amb la seva amiga Scarlett amb qui ha tingut tres fills, dues noies, així com un fill nascut l'any 2002.
La cerimònia va tenir lloc en el més gran secret a Des Moines (Iowa) en presència de les famílies però també dels membres de Slipknot i de Stone Sour. Ara estan separats. Es va tornar a casar l'any 2009. El 28 de desembre de 2017, anuncia tanmateix haver-se separat de la seva companya des de feia prop de 10 mesos.
El 7 d'abril de 2019, anuncia a través de la xarxa social instagram el seu compromís amb la seva nova companya, Alicia Dove, membre del grup de dansa Cherry Bombs, mostrant una foto de la mà d'aquesta última amb un anell.

## Operacions
El 10 de maig de 2019, Corey revela en el seu compte instagram haver patit una operació dels 2 genolls. Aquesta no és la primera vegada que Corey pateix una operació: en efecte, el juny de 2016, Corey descobreix tenir el coll trencat i s'ha d'operar d'urgència. Es veu obligat a ajornar la gira amb Marilyn Manson de dues setmanes.

## Col·laboracions
- Soulfly - Jumpdafuckup (2000)
- Snot - Requiem (2000)
- Slitheryn - Lost (2002)
- Anthrax - Bring The Noise (live) (2002)
- Damageplan - Fuck You (2004)
- Roadrunner Records - The Rich Man (2005)
- KoRn - Freak On A Leash et Clown (2006)
- Apocalyptica - I'm not Jesus (2007)
- Dream Theater - Repentance (2007) a l'àlbum Systematic Chaos
- Walls of Jericho - Addicted (2008)
- Steel Panther - Death To All But Metal & Asian Hooker (2009)
- Machine Head - Walk (Pantera) (2010) (viu)
- Travis Barker - On my own (2011)
- Trivium - Creeping Death (Metallica) (2012)
- Sound City - From can to can't (2013)
- Tech N9ne - Wither (2015)
- KoRn - Sabotage (Recuperada pels Beastie Boys el 2015)
- Teenage Time Killers - Greatest Hits Vol. 1 -  Egobomb (2015)
- Korn - A Different World (feat. Corey Taylor) - The Serenity of Suffering (2016)
- Code Orange - The Hunt (2018)
- Falling in Reverse - Drugs (2019)
- Tonight alive - My underworld (2019)
- Kid Bookie - Stuck In My Ways (2019)